# MetroLyrics
MetroLyrics foi um site canadense de letras de músicas, criado em 2002. Foi o primeiro site de letras de músicas a licenciar letras do catálogo do Gracenote, em abril de 2008. Por meio desse sistema, os detentores dos direitos autorais das letras lucram ao terem seu trabalho exibido no site. Os royalties são pagos por todas as letras exibidas e são manejados pelo próprio Gracenote. Em janeiro de 2013, o LyricFind comprou o licenciamento das letras do Gracenote, fundindo-o com o deles. O modelo de licenciamento do MetroLyrics é notório por oferecer conteúdo que, quando disposto em outros sites, pode configurar violação de direitos autorais. O MetroLyrics foi comprado pela CBS Interactive em outubro de 2011.
O site está fora do ar desde 29 de junho de 2021.